# 1550.
1550. je šesto desetletje v 16. stoletju med letoma 1550 in 1559. 